# 梅茨 (密蘇里州)
梅茨（英語：Metz）是位於美國密蘇里州弗農縣的村。

## 人口
根據2020年美國人口普查的數據，梅茨的面積為0.33平方千米，皆為陸地。當地共有人口22人，而人口密度為每平方千米67人。